# Келија-скит Свете Тројице (Спасове воде)
Келија-скит Свете Тројице познатији и као Спасова Вода (грч. ΙΕΡΟ ΧΙΛΙΑΝΔΑΡΙΝΟ ΚΕΛΛΙ (ΠΑΛΙΑ ΣΚΗΤΗ) ΑΓΙΑ ΤΡΙΑΔΑ) био је једно од стецишта монаха на Светој Гори у коме су они удаљени од света, одрицањем од сваке материјалне имовине, порицањем постојања свих телесних и сличних брига желели да остваре општепознате монашке идеале.

## Положај и изглед
Келија-скит Свете Тројице налази се на око 3 километара јужно од манастира Хиландара у живописном и пошумљеном планинском пределу Атоса. До њега се долази након 30 минута хода уз поток долином јаруге која се са брда Папа Конаки спушта ка Хиландару, и у којој је на неколико места каптирана вода за водоснабдевање манастира Хиландара.
Скит Свете Тројице сазидан је на платоу, изнад кога се са једне стране вертикално диже стена висока преко 25 метара. Са доње, источне стране скит је подзидан  каменим зидом.
Келија-скит данас се састоји од цркве Свете Тројице, рушевине једне омање капеле и једног већег конака, као и једне камене цистерне за воду. У близини је и рушевина пирг Преображења којег је подигао краљ Урош I, али је његова тачна локација и даље непозната.
Локалитет око и келија-скита Свете Тројице данас је запустело, јер на овом простору већ више деценија нико не живи.

## Порекло назива
Оно што се данас поузданије зна о Светој Тројици (која су боравиула на Спасовој Води) податак да је један од њих био Доментијан (око 1210 — после 1264), познат у науци и као Доментијан Хиландарац,  српски монах и један од значајнијих писаца у средњем веку, кога је  Српска академија наука и уметности уврстила међу 100 најзнаменитијих Срба свих времена. На платоу Свете Тројице у Хиландару у кули Преображења он је написао Житије Светог Симеона.
Доментијану је у раду, нарочито у неопходним преписивачким обавезама, помагао млади граматик Теодор (записан као Теодор Спан, што значи ћосав), други Члан свете Тројице, кога су као безбрадог монаси протерали с територије Свете Горе. Зато га је Доментијан  крио у келији-скиту на Спасовој Води.  Теодор се свом духовнику и заштитнику  одужио преписивањем његових дела.
Трећи члан ове мале заједнице, јер је скит посвећен Светој Тројици, се врло мало зна.
Очигледно је да је у то време на Спасовој Води постојала и црква посвећена Преображењу, вероватно она у којој је Доментијан написао своје чувено дело  Житије Светог Симеона, која је данас, обновљена или новоподигнута, касније добила назив  Света Тројица.

## Историја
По своме географском положају издвојена од осталог света, али истовремено и приступачна, Света Гора је била идеално место за све оне којима је главни циљ био вођење усамљеничког живота ћутања испуњеног лишавањем, да би само са богом разговарали. Тако је временом Света Гора, постала јединствена на свету „земља монаха”, од свога почетка до данас, која је сачувала  све битне. специфичне облике православне аскезе и све типове друштвене, економске и правне организације монашког живота. Историја светогорских келија везана је за почетке светогорског монаштва, за време када су први монаси почели да бораве на Светој Гори. На основу података које пружају Житија првих светогорских монаха, Петра Светогорца и Евтимија Солунског, долазак првих монаха на Свету Гору може се поуздано датирати у прву половину 9. века.
Један од сачуваних облика таквог живота је и боравак монаха у келији-скиту Свете Тројице познатом и као Спасове воде.
Ако је према предању  Свети Сава  учествовао у обнови ове келије-скита,  највероватније  је да је он настао пре 12.  века. На  идеју да га обнови дошао је  Свети Сава у време подизања (доградње) манастира Хиландара, након што је у тренуцима умора често одлазио у већ постојећу келију-скита, како би  надомак манастира Хиландара нашао мир и предао се молитви.
Предање такође каже да се Светом Сави идаја за обнављање келије-скита, јавила када је двојицу Срба трговаца робљем ради покајања,  упутио на  велику молитву и одрицање у ову келију-скит. Ова двојица трговаца која се месецима молили и покајала,  сав новац који су зарадили на трговини људима  уложили су у обнову овог скита. Након обнове скит  је имао 3  параклиса:
- параклис Свете Тројице,
- параклис Рођења Богородице
- параклис Димитрија Солунског, великомученика.

Османска грађа не спомиње скит  на Спасовој води,   највероватније због тога што  је у то време био запуштен. На то је утицала чињеница да је од друге половине 14. века, појавом Османлија на Светој Гори, као уосталом и целој Византијској држави, запретила нова, до тада непозната опасност-девастација православних сакралних објеката. Из докумената друге половине 14. века види се да ни светогорски манастири нису остали поштеђени од османске навале, па су страдања манастира, нарочито мањих, и келија била многобројнија и чешћа од онога што сазнајемо из протатских докумената.
У каснијем периоду, у овој келији су стално обитавали испосници:
- 1643. - монах Петроније,
- 1653. - јеромонах Дамаскин чувени љубитељ руских књига и велики  духовник, заједно са духовником Исаијом. Након њих двојица ученика напуштају скит и све односе из њега. У скит долази монах Никанор
- 1671. - монах Никанор велики млетачки трговац, Србин чији је брат био у то време игуман хиландара јеромонах Симеон.

За време боравка у келији-скиту богати монах Никанор уложио је велики труд  и новац не само у обнову  објекта већ и у обнову монаштва на Спасовој води. Поред тога он је  прикупио и наручио  48 књига за  скит, многе богослужбене предмете, иконе, фрескозаписе. Даривао је и суседне цркве Преображења-пирг и Сватог Саве, изградио је  келију, радничку кућу  уз сам  скит, засадио виноград, саградио мост, цистерну, чесму.
У османском дефтеру хиландарских некретнина на Атосу из  1765.године не помиње се име Свете Тројице на Спасовим водама, али је евидентирана грађевина под називом Стари  Скит - вероватно  скит Свете Тројице, са једном црквом, осам просторија (келија), кухињом, магазом и пећи.
Од 18. века па до данас скит је скоро стално био насељен  испосницима због добрих услова за живот.
Данас је скит у лошем стању и наводно је у фази обнове.